# Музычко, Александр Иванович
Алекса́ндр Ива́нович Музы́чко (укр. Музичко Олександр Іванович; 19 сентября 1962, Кизел, Пермская область, РСФСР, СССР — 24 марта 2014, Бармаки, Ровненский район, Ровненская область, Украина), также известный как Сашко́ Бе́лый (укр. Сашко Білий) — украинский общественный и политический деятель, предприниматель. Активист «Правого сектора», участник Первой чеченской войны.
Председатель Ровенской областной организации партии УНА-УНСО, председатель Политсовета УНА-УНСО, и координатор структур «Правого сектора» на западе Украины.

## Ранние годы
Родился 19 сентября 1962 года в городе Кизеле Пермской области в семье украинца Ивана Дмитриевича (род. 1934) и белоруски Елены Павловны. По словам Ивана Дмитриевича, родной брат его отца (двоюродный дед Александра Музычко) воевал в Украинской повстанческой армии, за что в 1947 году вся семья была выслана «в мордовские лагеря, потом на выселки, в Пермский край». В 1967 году родителям Александра Музычко было разрешено вернуться в Ровенскую область Украины. По словам Сергея Пандрака, друга Александра Музычко, Сашко «был идейным человеком, папка с мамкой объяснили ему с детства, что такое Украина и как наши деды за её свободу боролись».
Образование: среднее специальное. В 1981—1983 годах проходил срочную военную службу в рядах Советской Армии: служил в 144-й зенитно-ракетной бригаде (Тбилиси), в/ч 33115с.

## Первая чеченская война
В 1994 году с группой украинских добровольцев прибыл в Чечню для оказания помощи вооружённым силам ЧРИ. Участвовал в боях с федеральными войсками в городе Грозный. За боевые заслуги Джохар Дудаев наградил Музычко орденом ЧРИ «Герой нации».

## Предпринимательская деятельность
После заключения Хасавюртовских соглашений Музычко вернулся на Украину и занялся бизнесом.
В 1996 году он стал соучредителем газеты «Наша справа».
В апреле 2007 года он был назначен начальником охраны Ровенского литейного завода, директор которого, Валерий Канский, имел конфликт с акционерами завода. 5 октября 2009 года на заводе произошла массовая драка, после которой произошла смена заводского руководства. К организации драки, бывшей по утверждениям прессы рейдерским захватом предприятия, якобы был причастен Музычко.
В 2012 году Музычко являлся заместителем директора компании «Балкон-Сервис».

## Проблемы с законом
В 1995 году Музычко избил посетителя ровенского кафе «Регина», за что был осуждён по ч. 1 ст. 101 УК Украины (причинение тяжких телесных повреждений).
В 1997 году Музычко устроил стрельбу в Киеве. Велось расследование, но дело закрыли за недостаточностью улик.
В 1999 году Музычко оказался на скамье подсудимых: в составе преступной группы 16 декабря 1999 года он похитил в Ровно местного бизнесмена, требуя от него 1000 долларов США. Музычко и его сообщники удерживали и регулярно избивали бизнесмена, пока их в конце дня не арестовала милиция в диско-баре «Холидей». Несмотря на попытки оказать давление на следствие и потерпевшего, Музычко в январе 2003 года был осуждён на три с половиной года. Своё наказание с зачётом времени содержания под стражей во время судебного разбирательства до вынесения приговора Музычко отбывал до лета 2003 года.

## Преследование в России
7 марта 2014 года на Музычко Следственным комитетом России было возбуждено уголовное дело по ч. 1 ст. 209 Уголовного кодекса России (создание устойчивой вооружённой группы (банды) в целях нападения на российских граждан и руководства ею). Музычко подозревался в убийствах и пытках российских военнослужащих в январе 1995 года во время первой чеченской войны.
Главное следственное управление СКР по Северо-Кавказскому федеральному округу возбудило уголовное дело в отношении Музычко по подозрению в убийстве российских граждан. Музычко был заочно арестован. В связи с этим он был заявлен Россией в международный розыск.

## Политическая деятельность
Пресс-служба Ровенской областной организации партии Украинская национальная ассамблея сообщает, что Музычко «создал первую националистическую организацию СНУМ, а также партию УНА и отряды УНСО на Ровенщине.»
После окончательной легализации УНА-УНСО 29 сентября 1997 года как зарегистрированной политической партии Музычко возглавил Ровенскую областную организацию УНА-УНСО и руководил ею до 9 февраля 2014 года. Входил в различные руководящие органы УНА-УНСО, и в ноябре 2013 года был избран и. о. председателя Политсовета УНА-УНСО.
На выборах 2012 года баллотировался от Избирательного округа № 153 в Верховную Раду Украины как кандидат от Украинской национальной ассамблеи. Во время избирательной кампании за Музычко агитировали как за легендарного героя Чеченской войны. По итогам голосования он набрал 1,14 % голосов и не прошёл в Раду..
Принимал активное участие в Евромайдане и формировании Самообороны Майдана, стал руководителем праворадикальной группировки «Правый сектор» в Ровенской области и координатором структур «Правого сектора» в Западной Украине. Быстрый карьерный рост Музычко в «Правом секторе» возможно объясняется тем, что эта организация использовала УНА-УНСО, партию, легально функционирующую по всей Украине, для агитации, сбора средств и вербовки. Вместе с УНА-УНСО в «Правый сектор» также вошли Всеукраинская организация «Тризуб» имени Степана Бандеры, ОУН, Патриот Украины и отдельные граждане Украины, разделявшие взгляды этих политических сил на методы и средства политической борьбы, а также кредо «Правого сектора» — «Бог и Украина превыше всего». Музычко (прозвище «Билый») числился среди представителей УНА-УНСО, делегированных в «Правый сектор» вместе с Юрием Шухевичем (Председатель УНА-УНСО), Николаем Карпюком (заместитель Председателя УНА-УНСО), Игорем Мазуром (прозвище «Тополь»), Валерием Вороновым (прозвище «Вульф»), Владиславом Мирончиком (прозвище «Мирон»), Юрием Довженко (прозвища «Ганс», «Дитрих», «Артур», «Ратибор») и Валерием Бобровичем (прозвище «Устим»).
20 февраля 2014 года выходил в Ровно на сцену Народного Вече с автоматом.
25 февраля 2014 года Музычко пришёл с автоматом и ножом на заседание Ровенского областного совета.
22 марта 2014 года Музычко принял участие в XXVII съезде партии Украинская национальная ассамблея в Киеве, на котором выступил в поддержку переименования УНА в партию «Правый Сектор» и избрание Дмитрия Яроша её председателем.
В интервью для украинского общественного интернет-телевидения «Громадське ТБ» Музычко не исключил для себя возможности баллотироваться на пост президента Украины.

### Инцидент в Ровенской прокуратуре
27 февраля 2014 года в присутствии представителей СМИ и сотрудника милиции Музычко толкал и ударил по лицу прокурора Ровенского района Андрея Таргония в его же кабинете, за что не был задержан. Позднее в интервью Громадському ТБ Музычко заявил, что под зданием прокуратуры стояли сотни разгневанных жителей, обещавших расправиться с прокурором, если он не возьмётся за дело об убийстве местной жительницы, что заставило Музычко вмешаться в конфликт. По словам одного из лидеров Правого сектора в Ровно Ярослава Гранитного: «Если бы Сашко не потряс тогда прокурора, люди могли бы сжечь прокуратуру. У нас была бы вторая Врадиевка». Пресса, ссылаясь на Генеральную прокуратуру Украины, сообщила, что в Ровенском горотделе УМВД открыто уголовное производство в связи с нанесением побоев сотруднику прокуратуры. Указывается, что согласно ч. 2 ст. 345 УК Украины подобые деяния могут повлечь за собой лишение свободы вплоть до пяти лет. В ответ Музычко разразился угрозами по адресу исполняющего обязанности министра внутренних дел Украины Арсена Авакова и сказал, что «живым не сдастся». В знак солидарности с Музычко бойцы ровенского «Правого сектора» на время перекрыли улицу Симона Петлюры в Ровно и заявили, что будут противодействовать попыткам арестовать их лидера. Впоследствии руководители волынского «Правого сектора» провели пресс-конференцию c участием матери пострадавшего сотрудника Ровенской прокуратуры Таргония, на которой было заявлено, что связанный с Музычко конфликт разрешён.

### Обвинения в злоупотреблениях властью
4 марта 2014 года Геннадий Москаль, народный депутат Украины, первый заместитель председателя комитета Верховной Рады Украины по вопросам борьбы с организованной преступностью и коррупцией, сообщил о поступивших в Комитет жалобах ровенчан на деятельность Музычко и ровенского «Правого сектора». В них сообщалось, что Музычко вместе с активистами «Правого сектора» занимается поборами и пытается внедрить систему «крышевания» не только бизнеса, но и правоохранительных органов. Свои действия Музычко обосновывает «потребностями революции». Приводятся следующие примеры злоупотреблений:
- заместитель ровенского губернатора Анатолий Юхименко якобы заплатил Музычко 10 тысяч долларов США в качестве гарантии сохранности здания и имущества областной госадминистрации;
- 24 февраля 2014 года группа активистов во главе с Музычко изъяла у дежурного ключи от находившегося на стоянке налоговой милиции Ровно «Ниссан-Террано», а затем угнала автомобиль;
- 24 февраля 2014 года группа активистов во главе с Музычко встретилась с начальником Дубенского МРЭО ОГАИ УМВД Украины (город Дубно, Ровенская область) Вячеславом Жупанюком и потребовала написать заявление на увольнение. При этом Жупанюк якобы выплатил 10 тысяч долларов США в обмен на обещание больше его «не беспокоить». 3 марта 2014 года в Дубно состоялся митинг автолюбителей с требованием отправить Жупанюка в отставку[60];
- 25 февраля 2014 года Музычко изъял у компании ТзОВ «ТАКО» в Ровно для нужд «Правого сектора» два легковых автомобиля и один микроавтобус;
- 25 февраля 2014 года Музычко якобы потребовал в ТЦ «Чайка» (город Ровно, улица Гагарина) у Александра Ушакова, выходца из Чечни, 100 тысяч долларов США на «развитие государства»;
- 26 февраля 2014 года Музычко вместе с сообщниками посетил бывшего руководителя Ровенской районной госадминистрации Василия Карпенчука и якобы потребовал у него выплатить 700 тысяч долларов США в обмен на гарантии не поднимать вопрос о должностных злоупотреблениях Карпенчука;
- Сергей Добринский, начальник центра по оказанию услуг, связанных с обслуживанием автотранспортных средств отдела ОГАИ УМВД Украины в Ровенской области[61], якобы передаёт деньги Музычко;
- начальник УМВД Украины в Ровенской области полковник милиции Дмитрий Лазарев передал в распоряжение «Правого сектора» Ровенскую базу распущенного «Беркута» на улице Видинской, чтобы продемонстрировать свою лояльность. Он якобы приглашает Музычко на оперативные совещания и разрешает проводить инструктаж сотрудников. В городе якобы существует негласное правило, согласно которому правонарушителей, задержанных в Ровно опергруппами милиции, доставляют в Народный дом на улице Симона Петлюры, где Музычко решает, везти ли их в милицию для регистрации или оставлять в Народном доме на «перевоспитание».

Пресс-центр ровенского «Правого сектора» назвал утверждения Москаля «очередной провокацией против „Правого сектора“ и, в частности, против Александра Музычко». Было указано, что «люди, которых Геннадий Москаль упоминает в своём заявлении, лично опровергнут эту информацию, а за клевету народный депутат ответит по закону». Геннадий Москаль же полагает, что на самом деле злоупотреблений может быть гораздо больше, так как ровенчане запуганы и боятся физической расправы. Примечательно, что сразу же после обнародования обвинений Москаля в адрес Музычко на Ровенском новостном сайте «Четвёртая власть» появились опровержения Карпенчука, Юхименко и представителя ТЦ «Чайка» Ушакова, которые отрицали передачу денег Музычко. Москаль обратился к лидеру «Правого сектора» Ярошу, министру внутренних дел Авакову, Генеральному прокурору Махницкому, председателю СБУ Наливайченко и секретарю Совета национальной безопасности и обороны Украины Парубию с просьбой вмешаться и восстановить законность в Ровно.
4 марта 2014 года начальник УМВД Украины в Ровенской области Дмитрий Лазарев сообщил журналистам, что он отправлен в отставку. До назначения на этот пост 16 января 2014 года он занимал должность первого заместителя начальника Главного управления по борьбе с организованной преступностью МВД Украины. Лазарев сказал, что он благодарен Музычко и другим активистам за помощь «по охране общественного порядка». По его словам, Музычко вошёл в «историю революционного периода», стал «героем Ютьюба», и нуждается в помощи, чтобы «вписаться в мирную жизнь».
22 марта 2014 года Музычко, угрожая оружием, разогнал молодёжный концерт в Ровно, ссылаясь на пост и траур по погибшим на Майдане.

## Смерть
По сообщению первого заместителя министра внутренних дел Украины Владимира Евдокимова в ночь с 24 на 25 марта 2014 года, на территории Ровненской области силами ГУБОП и спецподразделения «Сокол» проводилась спецоперация по задержанию и обезвреживанию членов ОПГ. В ходе операции завязалась перестрелка, в результате которой Александр Музычко был убит. Согласно рассказу друга убитого, Ярослава Гранитного, его тело было найдено в разорванной одежде с наручниками на руках и огнестрельными ранениями в области сердца.
Незадолго до смерти, 13 марта 2014 года, Александр Музычко обнародовал своё обращение в СБУ, в котором обвинил руководство МВД Украины и Генеральной прокуратуры Украины в подготовке его уничтожения. «Правый сектор» обвинил в убийстве Музычко министра внутренних дел Украины Арсена Авакова и пообещал отомстить ему. По словам одного из бывших руководителей СБУ, целью спецоперации была нейтрализация Музычко.
Похороны Александра Музычко прошли 26 марта 2014 года в городе Ровно с залпами из оружия и исполнением гимна Украины. Похоронен на кладбище «Молодёжное», рядом с могилами погибших на Евромайдане. Во время погребения активисты «Правого сектора» скандировали: «Саша — герой!» и «Авакову — смерть». Дмитрий Ярош, лидер «Правого сектора», также был на прощании. В то же время некоторые жители Ровно считают, что нельзя «бандита хоронить рядом с героями», так как отношение к Музычко в Ровно — неоднозначное.
Городской совет Ровно объявил гибель Александра Музычко, известного по прозвищу Саша Белый, «заказным политическим убийством». Координатор Правого сектора в Ровенской области Роман Коваль сообщил, что за две недели до убийства Музычко встречался с уполномоченным правительства Украины Татьяной Черновол, которая приехала по поручению Александра Турчинова. Она рекомендовала ему на несколько месяцев исчезнуть из страны и предлагала 20 тысяч долларов. По мнению Коваля, и. о. президента Александр Турчинов и министр внутренних дел Арсен Аваков использовали силы Правого сектора в политической борьбе, а теперь хотят избавиться от него, сохраняя перед Европой видимость демократии.
2 апреля 2014 года МВД Украины на официальном сайте опубликовало результаты служебного расследования причин смерти Музычко: нарушений при задержании со стороны сотрудников милиции не было, а Музычко застрелил сам себя.
22 апреля 2014 года заместитель генерального прокурора Украины А. Баганец на заседании Временной следственной комиссии Верховной Рады Украины по расследованию обстоятельств гибели Музычко со ссылкой на выводы проведённых экспертиз сообщил, что «телесные повреждения, которые повлекли за собой смерть Музычко, были получены при случайном нажатии Музычко на спусковой крючок пистолета во время физического контакта с работниками милиции».
16 августа Дмитрий Ярош опубликовал на сайте «Правого сектора» обращение к президенту Порошенко, в котором обвинил в убийстве Музычко заместителя министра внутренних дел Украины Владимира Евдокимова.
1 февраля 2016 года в интервью изданию «Лигабизнесинформ» Ярош заявил, что убийство Музычко связано с его препятствием действий янтарной мафии на территории Ровненской и Житомирской областей.
Сашко всегда был ярым противником уголовщины. Это был ответ каких-то милицейских или прокурорских кругов на то, что, кроме всего прочего, начал ворошить янтарную мафию (в Ровненской области), которая отмывает сотни миллионов долларов. Я до всего этого и знать не знал ничего о янтаре, а Сашко начал в эти дела вникать и кому-то реально ломать схемы.

## Личная жизнь
Александр Музычко не был женат и не имел детей, проживал в двухэтажном кирпичном доме в пригороде Ровно, в селе Бармаки Ровенского района. У него остался брат.

## Память
В июне 2014 года национал-радикальное объединение «Правый сектор» формирует добровольческий батальон имени Александра Музычко в Ровно. Лидер «Правого сектора» Дмитрий Ярош заявил: «Память о герое ставит в ряды новых воинов».
В декабре 2015 года городской совет Конотопа переименовал улицу Щорса, а также три переулка с таким названием в честь Александра Музычко.